# Liste der Mitglieder des Hessischen Landtags (14. Wahlperiode)
Diese Liste gibt einen Überblick über alle Mitglieder des Hessischen Landtags in der 14. Wahlperiode (5. April 1995 bis 4. April 1999).

## Präsidium
- Präsident:
 Klaus Peter Möller (CDU)
- Vizepräsidentin:
 Veronika Winterstein (SPD)
- Weitere Mitglieder des Präsidiums:
  - Karin Schmidt, CDU, verstorben am 30. November 1997
  - Bernd Schleicher, SPD
  - Kurt Weidmann, SPD
  - Priska Hinz, Bündnis 90/Die Grünen, ausgeschieden am 31. März 1998
  - Dieter Posch, FDP

## Zusammensetzung
Nach der Landtagswahl 1995 setzte sich der Landtag wie folgt zusammen:
| Fraktion     | Beginn | Ende |
| ------------ | ------ | ---- |
| CDU          | 45     | 45   |
| SPD          | 44     | 44   |
| Die Grünen   | 13     | 13   |
| FDP          | 8      | 7    |
| fraktionslos | 0      | 1    |
| gesamt       | 110    | 110  |

## Fraktionen
- CDU-Fraktion
 Roland Koch
- SPD-Fraktion
 Armin Clauss
- Fraktion Bündnis 90/Die Grünen
 Friedrich Karl Hertle bis 18. Januar 1996
 Alexander Müller ab 21. Januar 1996
- FDP-Fraktion
 Ruth Wagner

## Abgeordnete
| Name                            | Lebensdaten | Fraktion     | Wahlkreis/Liste                  | Veränderung                                               |
| ------------------------------- | ----------- | ------------ | -------------------------------- | --------------------------------------------------------- |
| Tarek Al-Wazir                  | 1971        | Die Grünen   | Landesliste                      |                                                           |
| Georg Badeck                    | 1938–2004   | CDU          | Wahlkreis Main-Taunus II         |                                                           |
| Ronald Battenhausen             | 1945        | SPD          | nachgerückt                      | …am 5. Oktober 1998 für Abg. Frau Streb-Hesse             |
| Günther Becker (Gießen)         | 1944–2002   | SPD          | Wahlkreis Gießen I               |                                                           |
| Gerhard Becker (Nidda)          | 1942–2017   | SPD          | Wahlkreis Wetterau II            |                                                           |
| Bernhard Bender                 | 1945        | SPD          | Wahlkreis Vogelsberg             |                                                           |
| Barbara Bergelt                 | 1941–2025   | SPD          | Wahlkreis Lahn-Dill I            |                                                           |
| Margit Berghof-Becker           | 1959        | SPD          | nachgerückt                      | …am 5. April 1995 für Abg. Starzacher                     |
| Iris Blaul                      | 1955        | Die Grünen   | Landesliste                      | ausgeschieden am 5. April 1995                            |
| Jürgen Blutte                   | 1954        | Die Grünen   | nachgerückt                      | …am 1. April 1998 für Abg. Frau Hinz                      |
| Volker Bouffier                 | 1951        | CDU          | Landesliste                      |                                                           |
| Anita Breithaupt                | 1936–2016   | SPD          | Landesliste                      |                                                           |
| Werner Breitwieser              | 1937        | CDU          | Wahlkreis Bergstraße II          |                                                           |
| Uwe Brückmann                   | 1960        | CDU          | nachgerückt                      | …am 5. Januar 1998 für Abg. Frau Rotthoff                 |
| Hans Burggraf                   | 1927–2001   | CDU          | Wahlkreis Frankfurt am Main III  |                                                           |
| Horst Burghardt                 | 1958        | Die Grünen   | Landesliste                      | ausgeschieden am 1. September 1997                        |
| Armin Clauss                    | 1938        | SPD          | Landesliste                      |                                                           |
| Heide Degen                     | 1937        | CDU          | Wahlkreis Frankfurt am Main II   |                                                           |
| Michael Denzin                  | 1944–2017   | FDP          | Landesliste                      |                                                           |
| Dagmar Deutschendorf            | 1949–2023   | Die Grünen   | nachgerückt                      | …am 9. September 1997 für Abg. Burghardt                  |
| Klaus Dietz                     | 1956        | CDU          | nachgerückt                      | …am 9. Dezember 1997 für Abg. Frau Schmidt (Schwalmstadt) |
| Karl Dörr                       | 1949        | SPD          | Wahlkreis Darmstadt-Dieburg II   |                                                           |
| Karl-Heinz Dörrie               | 1937–2025   | SPD          | Wahlkreis Waldeck-Frankenberg I  |                                                           |
| Hans Eichel                     | 1941        | SPD          | Landesliste                      |                                                           |
| Sigrid Erfurth                  | 1956        | Die Grünen   | nachgerückt                      | …am 8. Dezember 1998 für Abg. Weist                       |
| Karl-Heinz Ernst                | 1942        | SPD          | Wahlkreis Schwalm-Eder II        |                                                           |
| Erika Fellner                   | 1934        | SPD          | nachgerückt                      | …am 5. April 1995 für Abg. Frau Hohmann-Dennhardt         |
| Eberhard Fischer (Hohenroda)    | 1943        | SPD          | Wahlkreis Hersfeld               |                                                           |
| Dieter Fischer (Waldeck)        | 1942        | CDU          | Landesliste                      |                                                           |
| Erika Fleuren                   | 1940–2015   | SPD          | Landesliste                      |                                                           |
| Rudolf Friedrich                | 1936        | CDU          | Wahlkreis Frankfurt am Main V    |                                                           |
| Petra Fuhrmann                  | 1955–2019   | SPD          | nachgerückt                      | …am 5. April 1995 für Abg. Kurth                          |
| Alfons Gerling                  | 1944        | CDU          | Wahlkreis Frankfurt am Main I    |                                                           |
| Frank Gotthardt                 | 1970        | CDU          | Wahlkreis Marburg-Biedenkopf II  |                                                           |
| Stefan Grüttner                 | 1956        | CDU          | Wahlkreis Offenbach-Stadt        |                                                           |
| Karin Hagemann                  | 1949        | Die Grünen   | Landesliste                      | ausgeschieden am 9. Oktober 1997                          |
| Jörg-Uwe Hahn                   | 1956        | FDP          | Landesliste                      |                                                           |
| Bernd Hamer                     | 1939–2004   | CDU          | Wahlkreis Hochtaunus I           |                                                           |
| Ursula Hammann                  | 1955        | Die Grünen   | Landesliste                      |                                                           |
| Karin Hartmann                  | 1959        | SPD          | nachgerückt                      | …am 5. April 1995 für Abg. Klemm                          |
| Heinrich Heidel                 | 1952        | FDP          | Landesliste                      |                                                           |
| Dorothea Henzler                | 1948        | FDP          | Landesliste                      |                                                           |
| Rüdiger Hermanns                | 1940        | CDU          | Wahlkreis Offenbach Land I       |                                                           |
| Norbert Herr                    | 1944–2021   | CDU          | Wahlkreis Fulda II               |                                                           |
| Traudl Herrhausen               | 1943        | CDU          | Landesliste                      |                                                           |
| Friedrich Karl Hertle           | 1944        | Die Grünen   | Landesliste                      |                                                           |
| Hans-Jürgen Hielscher           | 1960        | FDP          | Landesliste                      | ausgeschieden am 31. März 1996                            |
| Silvia Hillenbrand              | 1947        | SPD          | Landesliste                      |                                                           |
| Priska Hinz                     | 1959        | Die Grünen   | Landesliste                      | ausgeschieden am 31. März 1998                            |
| Volker Hoff                     | 1957        | CDU          | Wahlkreis Offenbach Land II      |                                                           |
| Christel Hoffmann               | 1949–2018   | SPD          | Landesliste                      |                                                           |
| Christine Hohmann-Dennhardt     | 1950        | SPD          | Landesliste                      | ausgeschieden am 5. April 1995                            |
| Hartmut Holzapfel               | 1944–2022   | SPD          | Landesliste                      | ausgeschieden am 5. April 1995                            |
| Roland von Hunnius              | 1945        | FDP          | nachgerückt                      | …am 1. April 1996 für Abg. Hielscher                      |
| Hans-Jürgen Irmer               | 1952        | CDU          | nachgerückt                      | …am 26. Oktober 1998 für Abg. Weiß                        |
| Franz Josef Jung (Rheingau)     | 1949        | CDU          | Wahlkreis Rheingau-Taunus I      |                                                           |
| Reinhard Kahl                   | 1948        | SPD          | Wahlkreis Waldeck-Frankenberg II |                                                           |
| Andreas Kammerbauer             | 1961        | Die Grünen   | nachgerückt                      | …am 10. Oktober 1997 für Abg. Frau Hagemann               |
| Heiner Kappel                   | 1938        | fraktionslos | Landesliste                      | bis 23. September 1997 FDP                                |
| Norbert Kartmann                | 1949        | CDU          | Wahlkreis Wetterau I             |                                                           |
| Rolf Karwecki                   | 1950–2018   | SPD          | Wahlkreis Kassel-Land I          |                                                           |
| Frank-Peter Kaufmann            | 1948        | Die Grünen   | nachgerückt                      | …am 5. April 1995 für Abg. Frau Blaul                     |
| Hildegard Klär                  | 1940        | SPD          | Landesliste                      |                                                           |
| Horst Klee                      | 1939        | CDU          | Wahlkreis Wiesbaden III          |                                                           |
| Armin Klein                     | 1939        | CDU          | Wahlkreis Wiesbaden I            |                                                           |
| Lothar Klemm                    | 1949        | SPD          | Landesliste                      | ausgeschieden am 5. April 1995                            |
| Roland Koch                     | 1958        | CDU          | Wahlkreis Main-Taunus I          |                                                           |
| Brigitte Kölsch                 | 1944        | CDU          | Wahlkreis Hochtaunus II          |                                                           |
| Walter Korn                     | 1937–2005   | CDU          | Wahlkreis Main-Kinzig I          |                                                           |
| Eva Kühne-Hörmann               | 1962        | CDU          | Wahlkreis Kassel-Stadt I         |                                                           |
| Matthias Kurth                  | 1952        | SPD          | Landesliste                      | ausgeschieden am 5. April 1995                            |
| Martina Leistenschneider        | 1935–2022   | CDU          | Wahlkreis Main-Kinzig III        |                                                           |
| Peter Lennert                   | 1949        | CDU          | Wahlkreis Bergstraße I           |                                                           |
| Aloys Lenz (Hanau)              | 1943        | CDU          | Wahlkreis Main-Kinzig II         |                                                           |
| Frank Lortz                     | 1953        | CDU          | Wahlkreis Offenbach Land III     |                                                           |
| Eva Ludwig                      | 1939        | CDU          | Landesliste                      |                                                           |
| Maria Marx                      | 1950        | Die Grünen   | nachgerückt                      | …am 5. April 1995 für Abg. von Plottnitz                  |
| Hans Michael Maus               | 1943–2024   | SPD          | Landesliste                      |                                                           |
| Jürgen May                      | 1950        | SPD          | Wahlkreis Groß-Gerau II          |                                                           |
| Gretl Melsheimer                | 1938        | SPD          | nachgerückt                      | …am 5. April 1995 für Abg. Holzapfel                      |
| Gottfried Milde (Griesheim)     | 1963        | CDU          | nachgerückt                      | …am 4. November 1997 für Abg. Stammler                    |
| Klaus Peter Möller (Gießen)     | 1937–2022   | CDU          | Landesliste                      |                                                           |
| Alexander Müller                | 1955        | Die Grünen   | Landesliste                      |                                                           |
| Dieter Nolte                    | 1941–2010   | SPD          | Wahlkreis Odenwald               |                                                           |
| Siegbert Ortmann                | 1940        | CDU          | Landesliste                      |                                                           |
| Judith Pauly-Bender             | 1957        | SPD          | Landesliste                      |                                                           |
| Sieghard Pawlik                 | 1941        | SPD          | Landesliste                      |                                                           |
| Ronja Perschbacher              | 1972        | Die Grünen   | Landesliste                      |                                                           |
| Helmut Peuser                   | 1940–2024   | CDU          | Wahlkreis Limburg-Weilburg I     |                                                           |
| Hildegard Pfaff                 | 1952        | SPD          | Landesliste                      |                                                           |
| Rupert von Plottnitz            | 1940        | Die Grünen   | Landesliste                      | ausgeschieden am 5. April 1995                            |
| Harald Polster                  | 1954        | SPD          | Wahlkreis Darmstadt-Dieburg I    |                                                           |
| Dieter Posch                    | 1944        | FDP          | Landesliste                      |                                                           |
| Lothar Quanz                    | 1949        | SPD          | Wahlkreis Eschwege-Witzenhausen  |                                                           |
| Heinz Rauber                    | 1963        | SPD          | Wahlkreis Lahn-Dill II           |                                                           |
| Gerold Reichenbach              | 1953        | SPD          | Wahlkreis Groß-Gerau I           |                                                           |
| Clemens Reif                    | 1949        | CDU          | Landesliste                      |                                                           |
| Bernd Riege                     | 1941        | SPD          | Wahlkreis Darmstadt-Stadt II     |                                                           |
| Winfried Rippert                | 1935–2020   | CDU          | Wahlkreis Fulda I                |                                                           |
| Roland Rösler                   | 1943–2020   | CDU          | Landesliste                      |                                                           |
| Petra Roth                      | 1944        | CDU          | Wahlkreis Frankfurt am Main VI   | ausgeschieden am 5. Juli 1995                             |
| Eve Rotthoff                    | 1939        | CDU          | Landesliste                      | ausgeschieden am 31. Dezember 1997                        |
| Günter Rudolph                  | 1956        | SPD          | Wahlkreis Schwalm-Eder I         |                                                           |
| Manfred Schaub                  | 1957–2018   | SPD          | Wahlkreis Kassel-Land II         |                                                           |
| Bernd Schleicher                | 1947–2023   | SPD          | Wahlkreis Rotenburg              |                                                           |
| Karin Schmidt (Schwalmstadt)    | 1939–1997   | CDU          | Landesliste                      | verstorben am 30. November 1997                           |
| Norbert Schmitt                 | 1955        | SPD          | Landesliste                      |                                                           |
| Angelika Scholz                 | 1945        | CDU          | nachgerückt                      | …am 6. Juli 1995 für Abg. Frau Roth                       |
| Evelin Schönhut-Keil            | 1960        | Die Grünen   | Landesliste                      |                                                           |
| Senta Seip                      | 1934        | Die Grünen   | Landesliste                      |                                                           |
| Wolfgang Stammler               | 1937–2022   | CDU          | Wahlkreis Frankfurt am Main IV   | ausgeschieden am 2. November 1997                         |
| Karl Starzacher                 | 1945        | SPD          | Wahlkreis Gießen II              | ausgeschieden am 5. April 1995                            |
| Ilse Stiewitt                   | 1943        | SPD          | Landesliste                      |                                                           |
| Rita Streb-Hesse                | 1945–2020   | SPD          | Landesliste                      | ausgeschieden am 4. Oktober 1998                          |
| Inge Velte                      | 1936–2021   | CDU          | Landesliste                      |                                                           |
| Lisa Vollmer                    | 1937–2022   | SPD          | Wahlkreis Kassel-Stadt II        |                                                           |
| Ernst-Ludwig Wagner (Angelburg) | 1950        | SPD          | Wahlkreis Marburg-Biedenkopf I   |                                                           |
| Ruth Wagner (Darmstadt)         | 1940        | FDP          | Landesliste                      |                                                           |
| Christean Wagner (Lahntal)      | 1943–2025   | CDU          | Landesliste                      |                                                           |
| Manfried Weber (Hünstetten)     | 1937        | SPD          | Wahlkreis Rheingau-Taunus II     |                                                           |
| Kurt Weidmann                   | 1937–2014   | SPD          | Wahlkreis Darmstadt-Stadt I      |                                                           |
| Karlheinz Weimar                | 1950        | CDU          | Wahlkreis Limburg-Weilburg II    |                                                           |
| Gerald Weiß                     | 1945–2022   | CDU          | Landesliste                      | ausgeschieden am 25. Oktober 1998                         |
| Reinhold Weist                  | 1953        | Die Grünen   | Landesliste                      | ausgeschieden am 7. Dezember 1998                         |
| Veronika Winterstein            | 1939        | SPD          | Landesliste                      |                                                           |
| Karin Wolff                     | 1959        | CDU          | Landesliste                      |                                                           |
| Birgit Zeimetz-Lorz             | 1960        | CDU          | Wahlkreis Wiesbaden II           |                                                           |
| Aloys Zumbrägel                 | 1938–2021   | CDU          | Landesliste                      |                                                           |